# Лі Цінь
Лі Цинь (кит.: 李沁; піньїнь: Lǐ Qìn), також відома як Солодка Лі, китайська актриса.
Лі відома своїми ролями у фільмах «Мрія про червоні особняки» (2010), «Заснування партії» (2011), «Рівнина білого оленя» (2017), «Принцеси-агенти» (2017), «Радість життя» (2019), «Нефритова династія» (2019)., «Капітан» (2019), «Пісня слави» (2020), «Вовк» (2020), « Теплі обійми» (2020), «Мій дорогий охоронець» (2021), «Сльози в небі» (2021).

## Раннє життя
Лі народилась 27 вересня 1990 року в місті Бачен міста Куньшань провінції Цзянсу .В 11 років Лі вивчала китайське традиційне оперне мистецтво в центральній школі Шипай.
У 2008 році вона закінчила афілійовану китайську оперну школу Шанхайської театральної академії за спеціальністю «куньцюй».

## Кар'єра

### 2010—2016: Дебют і зростання популярності
Лі вперше стала відомою у 2010 році, зігравши Сюе Баочая в телесеріалі "Мрія про червоні особняки ", заснованому на однойменному романі Цао Сюеціня . Вона отримала нагороду за найкращу нову акторку на церемонії вручення премії TVS за свою гру.
У 2011 році Лі дебютувала в кіно у фільмі «Заснування партії», де вона зіграла Ян Кайхуей . За цю роль вона була номінована на нагороду «Кращий новачок» на 31-й церемонії вручення премії «Сотня квітів» . Вона знову зіграла Ян Кайхуей у Китаї в 1921 році, ще одну патріотичну постановку.
У 2012 році Лі зіграла головну роль у романтичному серіалі-мелодрамі "Пильне небо ", який отримав нагороду «Золотий ангел» на 9-му китайсько-американському кінофестивалі. У 2013 році Лі знявся в романтичних драмах « Сяючі дні» та "Повернення принцеси ", обидві з яких досягли високих рейтингів під час показів.
У 2014 році Лі знялася в романтичній драмі " If I Love You " і була названа найперспективнішою актрисою на церемонії нагородження China TV Drama Awards за свою гру. У 2015 році Лі знялася у своїй першій історичній драмі «Моя дивовижна наречена», зігравши дивакувату та чарівну спадкоємицю.

### 2017–нині: Визнання та перехід до основної популярності
У 2017 році Лі знялася в телевізійній екранізації класичного роману " Рівнина білого оленя ". Її акторська гра була «ідеальною ілюстрацією жалюгідного життя сільської жінки», на думку критиків, і різко контрастувала з її попередніми виступами як юних і невинних персонажів. Лі була номінована на нагороду за найкращу жіночу роль другого плану на Magnolia Awards. Того ж року Лі знялася в історичній бойовику " Принцеси-агенти ", де зіграла принцесу занепалого королівства. Драма мала великий успіх і привела до зростання популярності Лі. Того року Лі вперше увійшла до списку Forbes China Celebrity 100, посівши 100 місце.
У 2019 році Лі зіграла головну жіночу роль Лу Сюеці в екранізації роману про сянься «Чжу Сянь» під назвою " Нефритова династія ". Потім вона знялася в авіаційному фільмі "Капітан " у ролі стюардеси і отримала нагороду за найкращу жіночу роль другого плану на нагороді «Золотий журавель», що проводиться Токійським міжнародним кінофестивалем . Того ж року вона знялася в історичній політичній драмі "Радість життя " і привернула увагу своєю роллю леді з барабанною паличкою.[джерело?]
У 2020 році Лі вперше з'явилася на новорічному святі CCTV, виконавши пісню «Hello 2020». У тому ж році вона знялася в історичній драмі «Пісня слави» в ролі дочки сім'ї військового. Вона також знялася в комедійному фільмі " Теплі обійми ". У 2020 році вона зайняла 72 місце в рейтингу Forbes China Celebrity 100.

## Амбасадорство
У 2018 році Лі обраои амбасадором бренду косметики SK-II .
З 2021 року італійський бренд розкоші Furla оголосив, що Лі буде прес-секретарем бренду. У 2021 році вона також стала першим представником бренду Laura Mercier Cosmetics в Азіатсько-Тихоокеанському регіоні.

## Фільмографія

### Фільми
| Рік  | Назва                       | Китайська назва       | Роль            | Примітки/Посил.        |
| ---- | --------------------------- | --------------------- | --------------- | ---------------------- |
| 2011 | Містер і місіс. Неймовірно  | 神奇侠侣              | Лан Фенхуан     | [ 39 ]                 |
| 2011 | Засмучений злодій           | 落难神偷              | Лі Маньчжень    | [ 40 ]                 |
| 2011 | Заснування партії           | 建党伟业              | Ян Кайхуей      | [ 10 ]                 |
| 2011 | Го Мін'ї                    | 郭明义                | Го Руйсюе       | [ 41 ]                 |
| 2012 | Радісне возз'єднання        | 饮食男女2：好近又好远 | Бай Пінг        | [ 42 ]                 |
| 2013 | Дивовижний                  | 神奇                  | Сяо Ке          | [ 43 ]                 |
| 2016 | Never Gone                  | 致青春·原来你还在这里 | Мен Сюе         | [ 44 ]                 |
| 2016 | Люблю O2O                   | 微微一笑很倾城        | Мен Іран        | [ 45 ]                 |
| 2017 | Заснування армії            | 建军大业              | Ян Кайхуей      | [ 46 ]                 |
| 2019 | Нефритова династія          | 诛仙                  | Лу Сюеці        | [ 27 ]                 |
| 2019 | Капітан                     | 中国机长              | Чжоу Явень      | [ 28 ]                 |
| 2019 | Світ зупиняється на секунду | 全世界静止的那一秒    |                 | Короткометражний фільм |
| 2020 | Перший постріл              | 第一枪                |                 | Короткометражний фільм |
| 2020 | Теплі обійми                | 温暖的抱抱            | Пісня Веньнуань | [ 33 ]                 |
| TBA  | Ідеальний синій             | 她杀                  | У Гуань         | [ 49 ]                 |

## Дискографія
| Рік  | Назва                                | Китайська назва | Альбом                      | Примітки                                                                   |
| ---- | ------------------------------------ | --------------- | --------------------------- | -------------------------------------------------------------------------- |
| 2010 | «Цзан Хуа Ці»                        | 葬花词          | Мрія червоних особняків OST |                                                                            |
| 2010 | «Пісня погоні за повітряними зміями» | 追风筝的歌      | Мрія червоних особняків OST |                                                                            |
| 2013 | «Обійми мене міцно»                  | 抱紧我          | Повернення принцеси OST     |                                                                            |
| 2013 | «Тінь»                               | 影子            | Повернення принцеси OST     |                                                                            |
| 2015 | «Ліва рука тримай праву руку»        | 左手牵右手      | Моя дивовижна наречена OST  |                                                                            |
| 2019 | «Рік Злуки»                          | 团圆年          |                             | Продуктивність для CCTV Lantern Performance з Луо Юньсі та Чжан Біньбінем  |
| 2020 | "Привіт 2020"                        | 你好2020        |                             | Виступ для CCTV Весняний Гала з Лі Сіань, Чжу Ілун, Ма Січунь і Чжоу Дунью |
| 2020 | «Дожити до розквіту молодості»       | 不负韶华        |                             | з Ю Менлун                                                                 |